# Love Letters
Love Letters – kompilacja Beyoncé Knowles wydana w formacie „digital download”. Płyta zawiera piosenki z albumów: B’Day, Speak My Mind, Survivor i piosenki nagrane na B’Day, które nie zostały opublikowane na tym albumie.

## Lista utworów
1. Déja Vu ft. Jay-Z
2. Check on It ft. Bun B & Slim Thug
3. I'm Leaving
4. Sexuality
5. Woman Like Me
6. Creole
7. Angel ft. Kelly Rowland
8. Back Up
9. My Man
10. Lost Yo Mind
11. One Night Only
12. My Heart Still Beats ft. Destiny’s Child
13. Learn To Be Lonely
14. Ring the Alarm – Jazze Pha Remix